# Unterlatschach
Unterlatschach ist eine Ortschaft in der Gemeinde St. Georgen am Längsee im Bezirk Sankt Veit an der Glan in Kärnten (Österreich). Die Ortschaft hat 12 Einwohner (Stand 1. Jänner 2024). Sie liegt auf dem Gebiet der Katastralgemeinde Goggerwenig.

## Lage
Die Ortschaft liegt im Zentrum des Bezirks Sankt Veit an der Glan, im Nordwesten der Gemeinde Sankt Georgen am Längsee, einige hundert Meter westlich des Längsees im Sankt Veiter Hügelland. Sie umfasst zwei Siedlungen: Unterlatschach um den Mentehof sowie das etwa 700 m südlich liegende Plieschen.

## Geschichte
Der Ort ist im Franziszeischen Kataster als Latschach verzeichnet; später setzte sich die Bezeichnung Unterlatschach durch, obwohl das in nur 5 Kilometer Entfernung liegende Latschach in der Gemeinde Kappel am Krappfeld ein paar Höhenmeter tiefer liegt als Unterlatschach.
Auf dem Gebiet der Steuergemeinde Goggerwenig liegend, gehörte der Ort in der ersten Hälfte des 19. Jahrhunderts zum Steuerbezirk Osterwitz. Seit der Bildung der Ortsgemeinden im Zuge der Reformen nach der Revolution 1848/49 gehört der Ort zur Gemeinde Sankt Georgen am Längsee.

## Bevölkerungsentwicklung
Für die Ortschaft zählte man folgende Einwohnerzahlen:
- 1869: 7 Häuser, 58 Einwohner[2]
- 1880: 7 Häuser, 61 Einwohner[3]
- 1890: 8 Häuser, 64 Einwohner[4]
- 1900: 8 Häuser, 65 Einwohner[5]
- 1910: 7 Häuser, 51 Einwohner[6]
- 1923: 7 Häuser, 38 Einwohner[7]
- 1934: 44 Einwohner[8]
- 1961: 8 Häuser, 45 Einwohner[9]
- 2001: 9 Gebäude (davon 4 mit Hauptwohnsitz) mit 4 Wohnungen; 8 Einwohner und 0 Nebenwohnsitzfälle; 4 Haushalte; 1 Arbeitsstätte, 2 land- und forstwirtschaftliche Betriebe[10]
- 2011: 9 Gebäude, 7 Einwohner, 3 Haushalte, 3 Arbeitsstätten[11]
- 2021: 11 Gebäude, 11 Einwohner, 3 Haushalte, 6 Arbeitsstätten[12]

Nördlich der beiden Siedlungen wurde 2008 ein 18-Loch-Golfplatz angelegt, dessen Clubgebäude zur Ortschaft gehört.

## Ortschaftsbestandteile
Im Bereich der Ortschaft wurden die Ortschaftsbestandteile Unterlatschach (im Norden, im Bereich des Mentehofs) und Plieschen (im Süden) geführt.

### Ortschaftsbestandteil Unterlatschach
- 1910: 5 Häuser, 42 Einwohner[6]
- 1923: 5 Häuser, 27 Einwohner[7]
- 1961: 6 Häuser, 31 Einwohner[9]

### Ortschaftsbestandteil Plieschen
- 1910: 2 Häuser, 14 Einwohner[6]
- 1923: 2 Häuser, 11 Einwohner[7]
- 1961: 2 Häuser, 9 Einwohner[9]